# Thomas Fanger
Thomas Fanger (* 16. Mai 1962 in Berlin; † 2. März 2022 in Isingen) war ein deutscher Musiker, der elektronische Musik komponierte und spielte.
Neben seiner unten aufgeführten Solo-CD hat er sich in der Elektronik-Szene auch durch die in Zusammenarbeit mit Mario Schönwälder, Michael Kersten und anderen Musikern entstandenen Werke einen Namen gemacht.
Seine CDs wurden meist auf Mario Schönwälders Manikin-Label veröffentlicht.

## Diskographie
1. Aufnahmen (Solo)
- Parlez-vous Électronique? (Manikin Records) 2005

2. Aufnahmen mit Michael Kersten (als Duo Mind-Flux)
- Trancefloor (IC/Digit Music) 1994
- Body-Beat-Box (IC/Digit Music) 1995
- Source & Destination (IC/Digit Music) 1995
- Collision (IC/Digit Music) 1996
- Konception of Space (IC/Digit Music) 1997
- Kontinuum (IC/Digit Music) 1999
- Collector's Edition #1 (Manikin Records) 2000
- Unknown Destination RMX (Triebwerk) 1998
- Space Visions – DVD
- Destination Space – DVD

3. Aufnahmen mit Michael Kersten
- Script  (Manikin Records) 1997
- Interkosmos (Manikin Records) 1999
- Splashdown (Manikin Records) 2000
- Elektrik Massage (Richochet Dream) USA 2008

4. Aufnahmen mit Mario Schönwälder
- Analog Overdose (feat. Lutz Ulbrich) limitierte Silberdose und reguläres Cover, 2001
- Analog Overdose 0.9 (Manikin Records), 2001
- Analog Overdose 2 (Manikin Records), 2003
- Analog Overdose 3 (feat. Klaus Hoffmann-Hoock, Live at Satzvey Castle), 2003
- Analog Overdose "the ricochet dream edition" (Ricochet Dream, USA), 2004
- Analog Overdose 4 (CD + DVD, Manikin Records), 2007
- Analog Overdose 4+ (limitierte CD in einer Metallbox), 2007
- Stromschlag (limitierte CD), 2008
- Analog Overdose in the Applebaum Nebula - Story/Art Matt Howarth (Ricochet Dream, USA), 2012
- Analog Overdose -The Road Movie DVD (Manikin Records), 2012
- Earshot (feat. Cosmic Hoffmann), 2013
- Mopho Me Babe Remixes (Manikin Records), 2013
- Analog Overdose 5 (feat. Lutz Graf-Ulbrich), 2014
- Analog Overdose – The Pool Concert (Manikin Records), 2016
- Analog Overdose 6 (feat. Lutz Graf-Ulbrich), 2021

5. Aufnahmen mit J. Siebert
- AMORPH "Morphide" EP (Formaldehyd Records)
- AMORPH "Cyclophobine" EP (Formaldehyd Records)
- AMORPH "Sunflow" (Formaldehyd Records)
- AMORPH "Moonflow" (Formaldehyd Records)
- AMORPH "Pyrostatic" (Formaldehyd Records)
- AMORPH "Aerostatic" (Formaldehyd Records)
- AMORPH "Sunflow" Remixes (Formaldehyd Records, 1996)
- AMORPH "Love Jewels" (Formaldehyd Records)
- AMORPH "Haraciri" (Formaldehyd Records)
- AMORPH LP "Isolar" und "Unidentified Explorers" mit Bonus CD (Formaldehyd Records, 1995)
- E.H.G. "Prisma 1" EP (Formaldehyd Records")
- SÄUREBOTTICH "Klerasol" (Formaldehyd Records)
- BUG FIX "Chocolate Choc" (Formaldehyd Records)
- SOUNDKÖNIGE "Hoflieferant" (BCC Records)
- Fanger & Siebert (Fax Records, 1995)
- Synoptic Music Plant "Floating Analogics" (IC Records, 1995)